# Coscinia cribraria
Crible
Espèce
Synonymes
- Coscina benderi Marten, 1957[1]
- Coscinia cribaria (Linnaeus, 1758)[1]
- Coscinia cribrum (Linnaeus, 1761)[1]
- Emydia coscinia (Ochsenheimer, 1810)[1]
- Emydia cribrum candida (Cyrilli, 1787)[1]
- Emydia cribrum (Linnaeus, 1761)[1]
- Euprepia cribraria (Linnaeus, 1758)[1]
- Phalaena cribraria Linnaeus, 1758[1]
- Phalaena cribrum Linnaeus, 1761[1]

Coscinia cribraria, qui a pour nom commun Crible, est une espèce de lépidoptères de la famille des Erebidae.

## Description
Les imagos atteignent une envergure de 30 à 40 millimètres. Leurs ailes antérieures blanches, d'une taille entre 15 et 18 mm, ont des marques noires très variables. Celles-ci peuvent soit être complètement absents, soit consister en des rangées denses de points. Les ailes postérieures sont également blanches et ont une zone grise sur le bord avant, qui s'étend à des degrés divers le long de l'aile. Dans certains cas, les ailes postérieures sont entièrement grises. Contrairement à ceux des zones sèches, les papillons des zones plus humides sont de couleur beaucoup plus foncée et plus fortement pointillés. Au repos, elles enroulent leurs ailes autour du corps.
Les chenilles mesurent environ 25 mm de long. Elles sont noirs avec une ligne blanche sur le dos. Elles sont de couleur brun clair et brun rougeâtre sur le dessous et sur les côtés. Elles ont des touffes de poils réparties sur tout le corps, composées à la fois de poils noirs légèrement plus courts et de poils blancs plus longs.

## Répartition
Le Crible se trouve dans toute l'Europe, sauf la Grande-Bretagne et l'extrême nord, également dans le nord-ouest de l'Afrique, le Kazakhstan, la Sibérie, la Mongolie, le nord-ouest et le nord-est de la Chine.
Il est aussi absent dans les contreforts des Alpes et dans les montagnes. Il vit dans des terrains sablonneux et steppiques secs et chauds tels que la lande, les prairies sèches sablonneuses et dans les allées forestières.

## Comportement
Les imagos sont nocturnes mais peuvent être dérangés par la végétation pendant la journée. Ils vivent en une génération chaque année, mais il y en a généralement deux au sud des Alpes.
Les femelles pondent environ 100 œufs gris métallique en cercle sur des brins d'herbe qui poussent sous des pins de 4 à 5 m de haut. Les chenilles préfèrent s'asseoir haut sur les plantes et y hiverner. Elles sont actives les jours d'hiver doux. Elles se nymphosent en juin sous des pierres ou sur le collet de l'herbe dans une toile lâche.
Il vole de mi-juin à début août.

## Parasitologie
La chenille est un parasite des plantes Calluna, Carduus bourgeanus, Cistus salviifolius, Coronilla repanda (sv), Erica, Genista, Halimium halimifolium, Helianthemum nummularium subsp. grandiflorum, Limoniastrum monopetalum, Linaria viscosa (sv), Pinus pinea, Plantago, Polygonum scoparium, Rhamnus lycioides, Rosmarinus officinalis, Rubus, Rumex roseus (sv), la soude jaunâtre, Taraxacum officinale, Vicia cracca.